# Castleford
Pour les articles homonymes, voir Castleford (homonymie).
Castleford est l'une des cinq villes qui composent le District métropolitain de la cité de Wakefield, situé dans le Yorkshire de l'Ouest en Angleterre. La ville compte environ 40 211 habitants. Il y a deux gares ferroviaires; Castleford et Glasshoughton.

## Population et société

### Sport
Castleford est une ville de rugby à XIII. Le club local des Castleford Tigers, créé en 1926, dispute la Super League dont il est le membre fondateur depuis 1996. Le club évolue depuis 1927 au Wheldon Road. La ville possède également deux autres clubs de rugby à XIII : Castleford Lock Lane et Castleford Panthers.